# Anne Hofte
Anna Elisabeth Maria (Anne) van Odyck-Hofte (Heemstede, 26 oktober 1925) is een Nederlands beeldhouwer, schilder en textielkunstenaar. Ze wordt ook vermeld als Anne of Anneke Höfte.

## Leven en werk
Anne Hofte is een dochter van Antonius Egbertus Hofte en Margaretha Bernardina Strack van Schijndel. Ze was een jaar leerlinge van de Kunstnijverheidsschool te Haarlem, deed twee jaar lang de avondakademie in Amsterdam en studeerde ten slotte aan de Rijksakademie van beeldende kunsten onder Jan Bronner en Piet Esser. Ze heeft een aantal maanden op de ateliers van Mari Andriessen en Oscar Jespers gewerkt. Hofte maakte beelden en schilderijen, vooral christelijk religieuze voorstellingen en portretten, en was daarnaast actief als textielkunstenaar.
Ze was lid van de Algemene Katholieke Kunstenaarsvereniging en Kunst Zij Ons Doel. Ze exposeerde onder meer in een duo-expositie met Anje Zijlstra bij kunsthandel Leffelaar in Haarlem (1955); de tentoonstelling werd geopend door Mari Andriessen en Kees Verwey. Verwey schilderde in 1964 haar portret. Godfried Bomans opende in 1965 haar duo-expositie met H.L. Prenen bij Artificia in Heemstede. Op uitnodiging van Bronner nam ze deel aan de expositie Een beeld van Bronner (1971-1972), ter gelegenheid van zijn 90e verjaardag, in De Hallen in Haarlem.
Hofte trouwde met de schilder Theo van Odyck.

## Enkele werken
- 1955 gevelsteen 'Maria, beschermster der volkeren' aan woonhuis Heyendaalseweg 59, Nijmegen
- 1957 St. Joseph voor De Josephschool in Bloemendaal
- 1967 St. Dominicus met volgelingen, gevelbeelden aan de Pandpoort, Haarlem
- 1969-1970 Twee spelende kinderen voor de katholieke kleuterschool aan de Louis Couperusstraat, Haarlem
- 1983 St. Bavo op het zuidertransept van de Grote of Sint-Bavokerk
- 2003 plaquette met Emmaüsgangers, ter herinnering aan Albert de Klerk, in de St. Josephkerk, Haarlem

## Fotogalerij

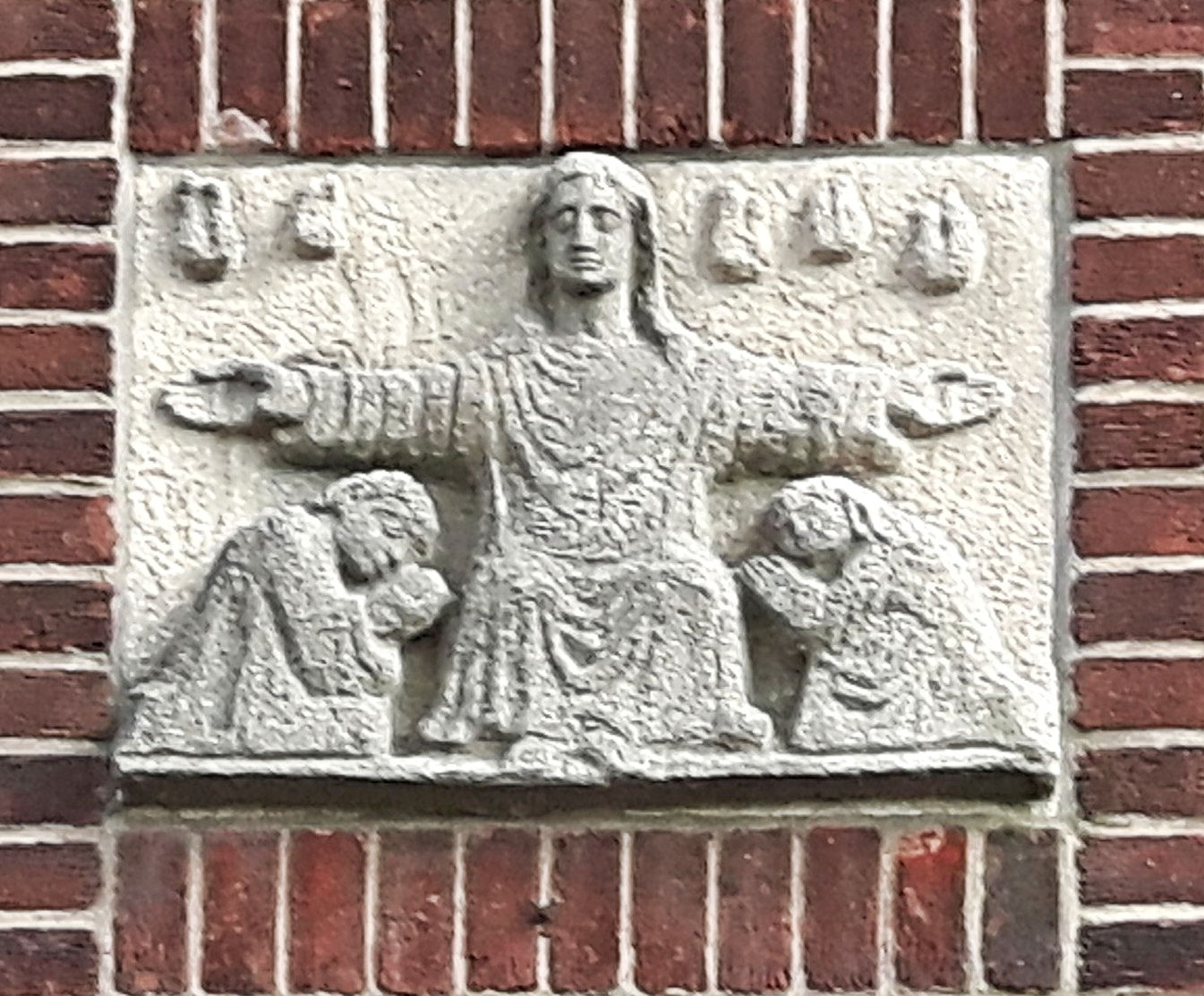
Gevelsteen 'Maria, beschermster der volkeren' (1955)
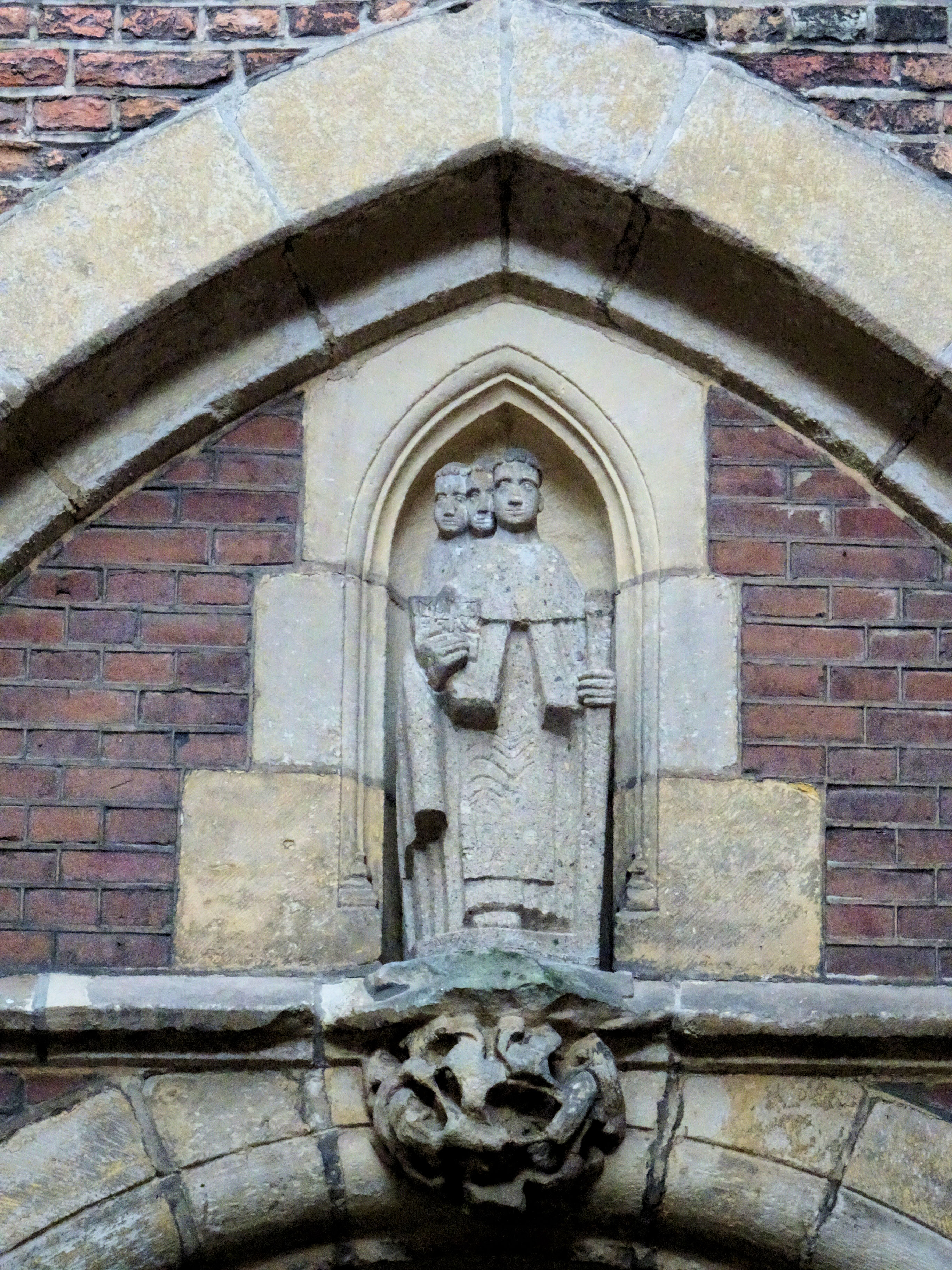
Dominicus (1967), Pandpoort, Haarlem
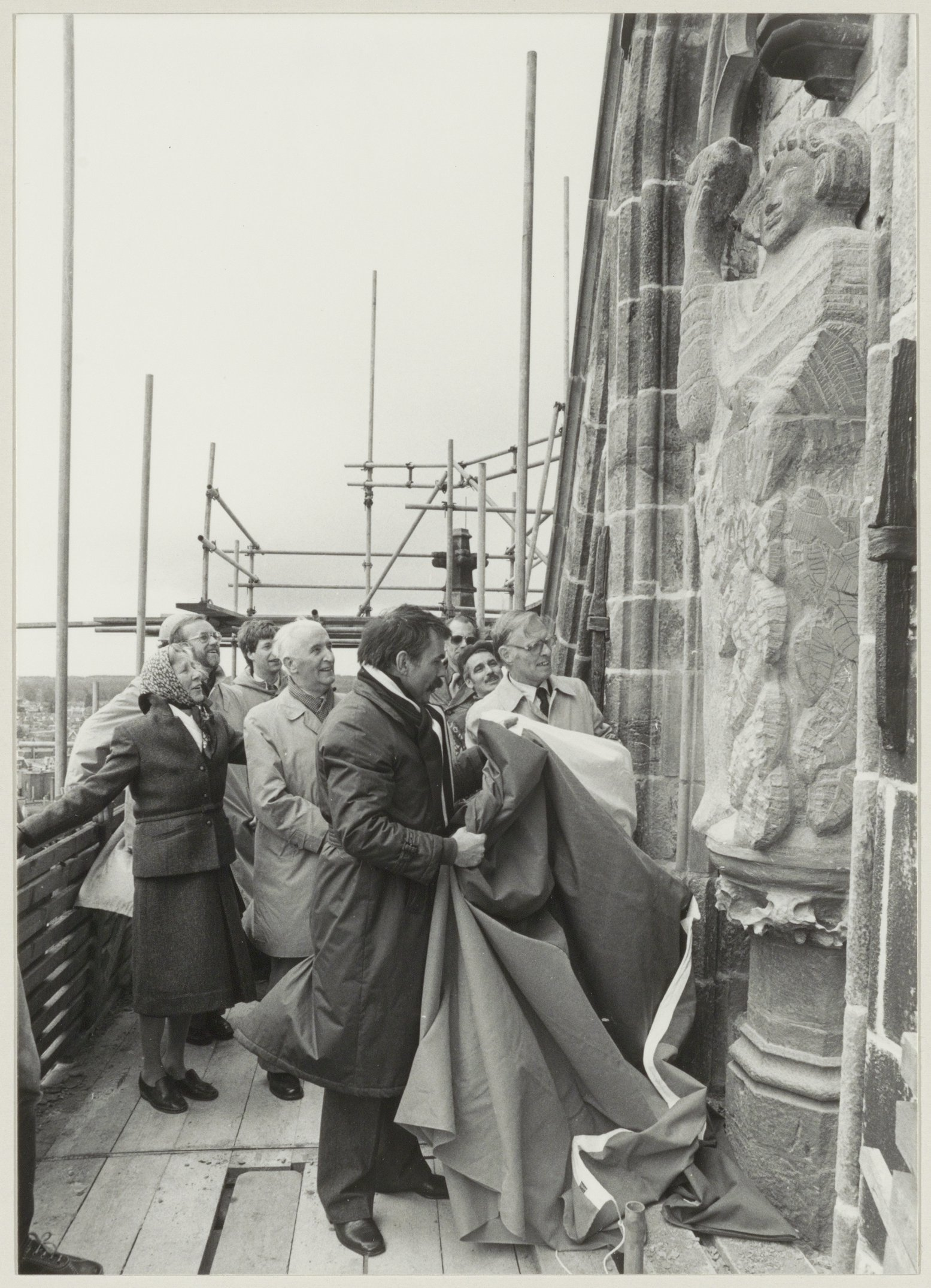
Burgemeester Jan Reehorst onthult het beeld van St. Bavo (1983)

- RKD-Nederlands Instituut voor Kunstgeschiedenis: 39042